# کوپریانوف (آلاسکا)
کوپریانوف (به انگلیسی: Kupreanof) شهرکی در ناحیه سرشماری پیترزبورگ، آلاسکا ایالت آلاسکا است که جمعیت آن در سرشماری سال ۲۰۰۰ میلادی ۲۳ نفر بوده‌است.